# Tapio Rautavaara
Tapio Rautavaara, finski športnik, pevec in filmski igralec, * 8. marec 1915, † 25. september 1979.